# Whiting (Vermont)
Whiting – miasto w Stanach Zjednoczonych, w stanie Vermont, w hrabstwie Addison.